# التحريك الداخلي
الطور البيني الثاني أو الطور البيني الثاني هو فترة راحة تدخلها خلايا بعض الأنواع داخل عملية الانقسام المنصف(الانقسام الميوزي) بين الانقسام الاختزالي الأول والانقسام الاختزالي الثاني .   لا يحدث تضاعف الحمض النووي الريبوزي منقوص الأكسجين أثناء الانقسام المتداخل؛ ومع ذلك، يحدث التكرار أثناء مرحلة الطور البيني الأول من الانقسام الاختزالي (انظر الانقسام الاختزالي الأول ). أثناء عملية الترابط، تتفكك مغازل الانقسام المنصف الأول وتتجمع الأنابيب الدقيقة مرة أخرى في مغازلين جديدين للانقسام المنصف الثاني.  يأتي التداخل بعد الطور النهائي الأول؛ ومع ذلك، فإن العديد من النباتات تتخطى الطور النهائي الأول والتداخل، وتدخل مباشرة في الطور التمهيدي الثاني. كل كروموسوم يتكون أيضًا من كروماتيدين . في هذه المرحلة قد يزداد أيضًا عدد العضيات الأخرى.